# ПАК біля гірського масиву Караул-Оба
Прибережний аквальний комплекс біля гірського масиву Караул-Оба — гідрологічна пам'ятка природи місцевого значення, розташована біля смт Новий Світ Судацької міської ради АР Крим. Створена відповідно до Постанови ВР АРК № 97 від 22 грудня 1972 року.

## Загальні відомості
Землекористувачем пам'ятки є Новосвітська селищна рада, Морське лісництво, площа — 90 гектарів. Розташована на південний захід від смт Новий Світ Судацької міської ради.

Охоронна зона пам'ятки природи «Прибережний аквальний комплекс біля гірського масиву Караул-Оба» встановлена з метою захисту особливо охоронюваної природної території від несприятливих антропогенних впливів.

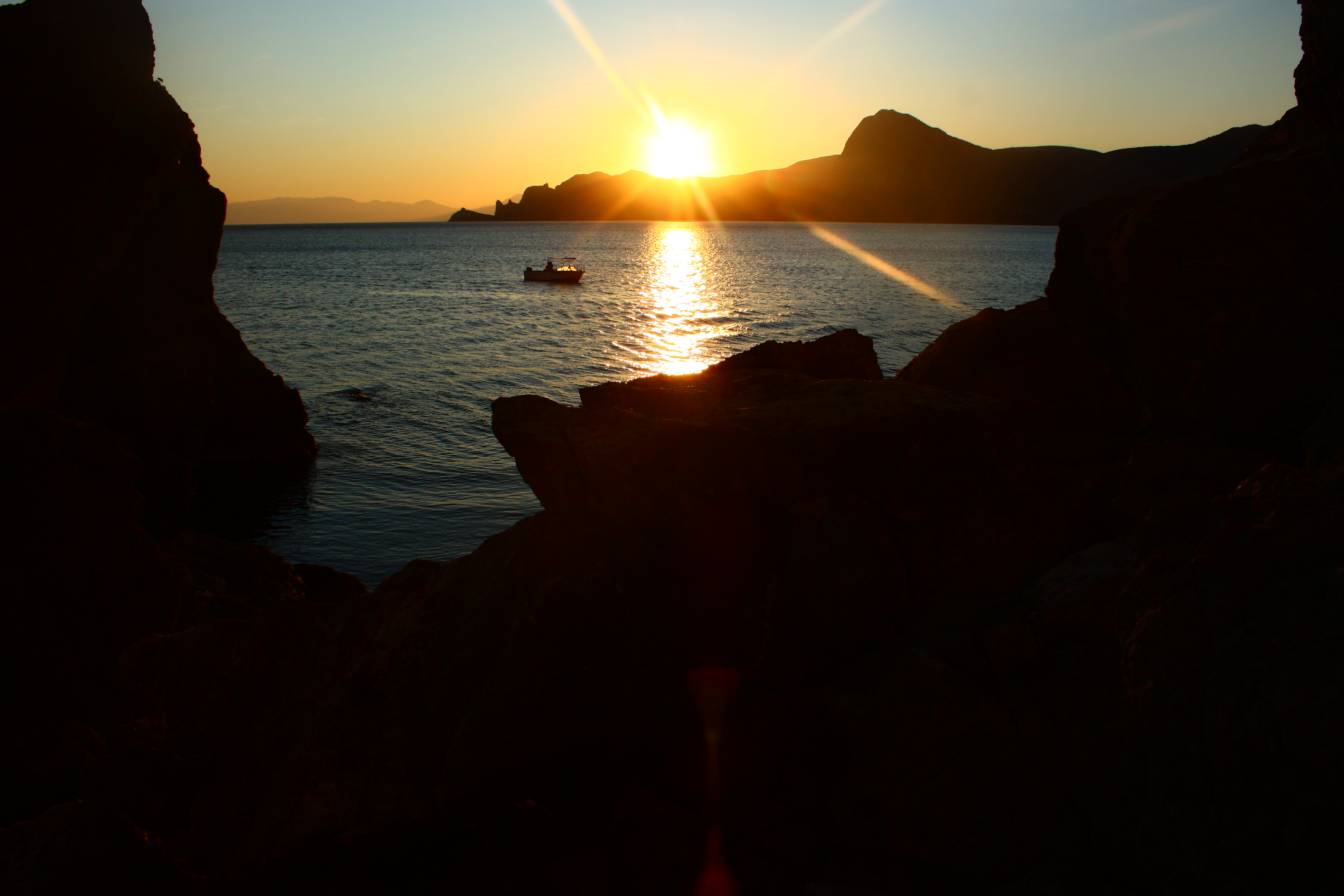
ПАК увечері
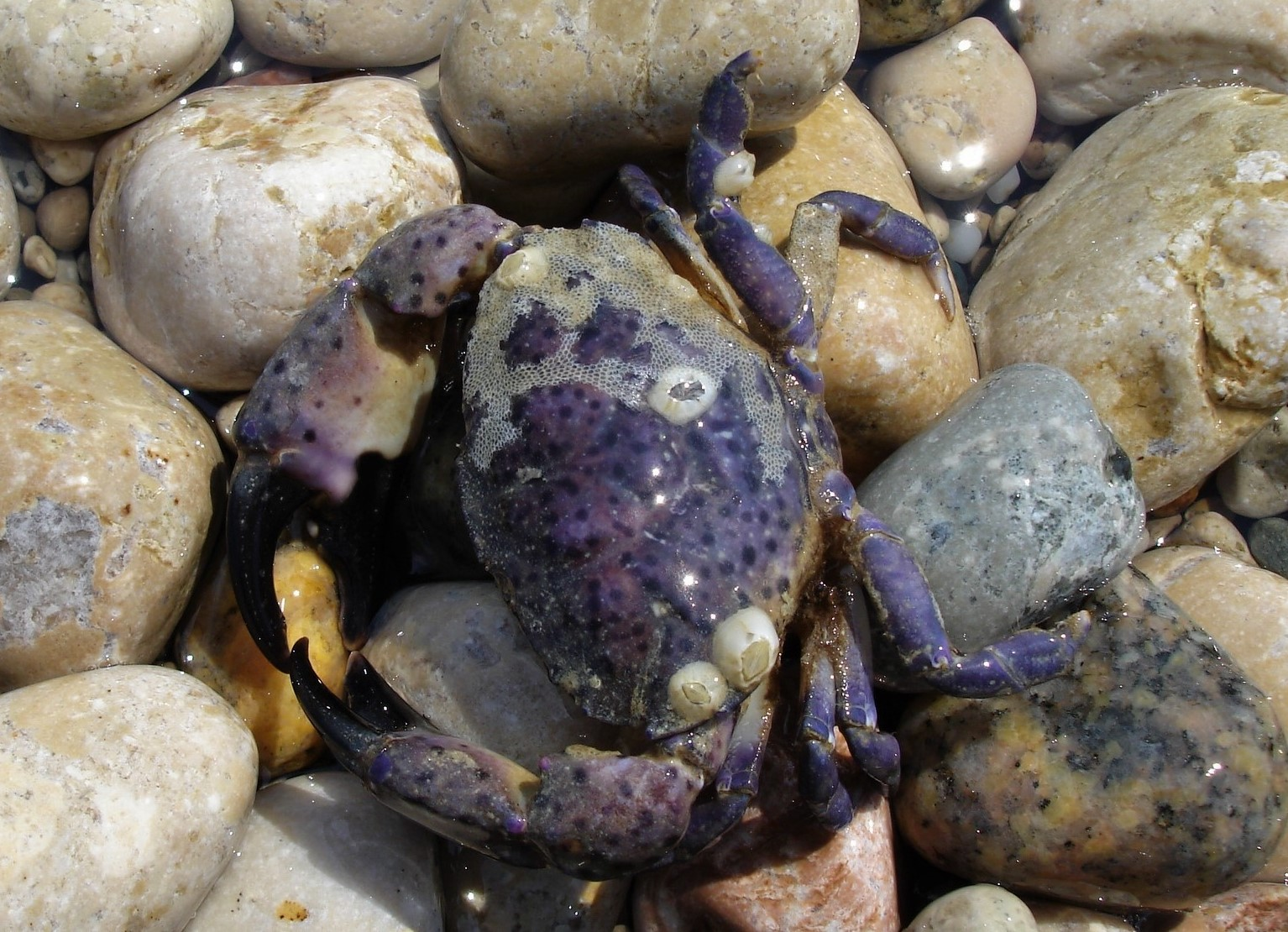
Краб на березі
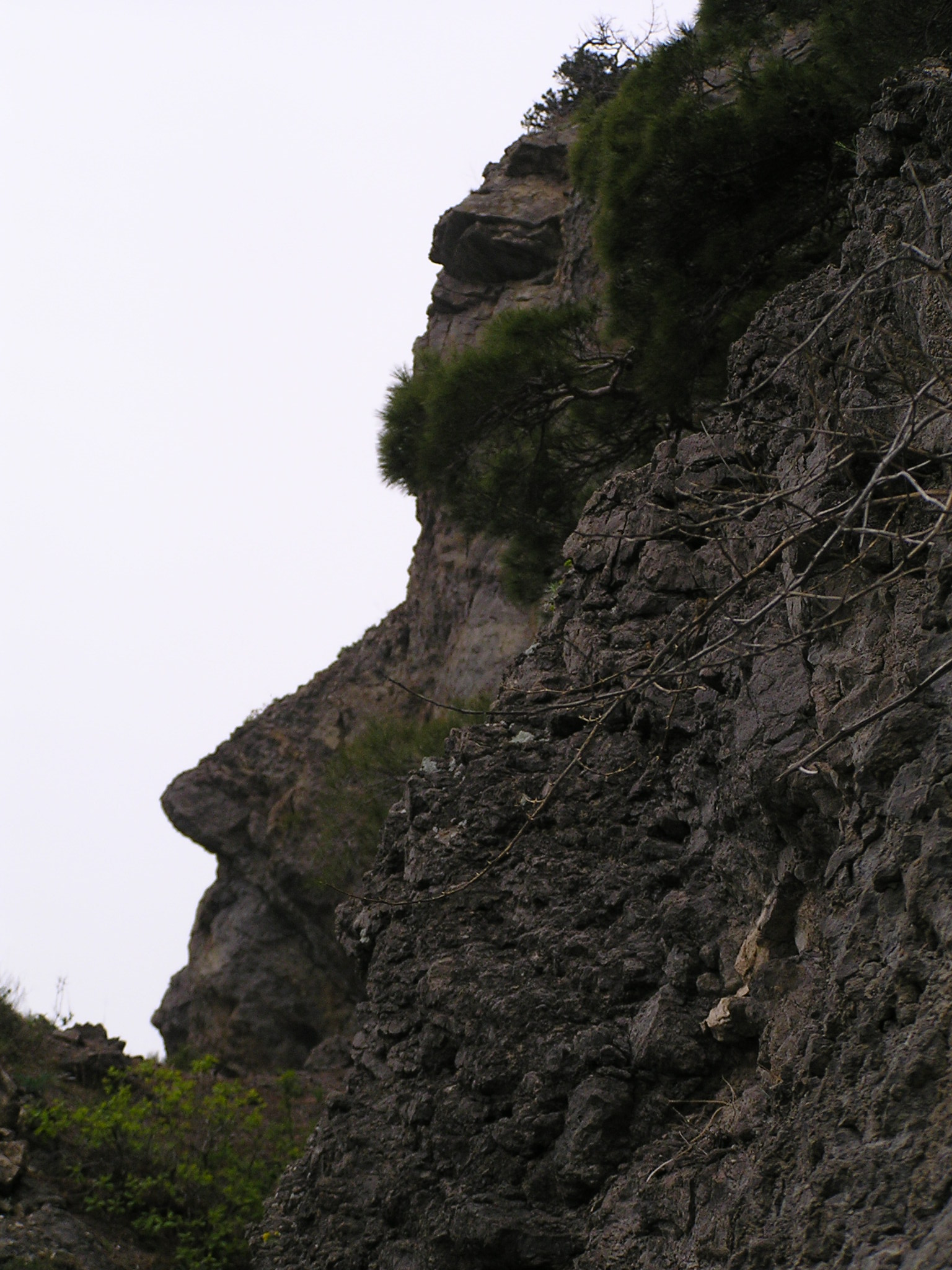
Кам'яний профіль